# Glaubenbielen
Der Glaubenbielen (auch: Glaubenbüelen und Glaubenbühlen) ist ein Schweizer Pass auf 1611 m ü. M., der Giswil im Kanton Obwalden auf 485 m ü. M. via Sörenberg (1158 m ü. M.) mit Flühli (882 m ü. M.) im Kanton Luzern verbindet. Die Strasse führt schliesslich weiter bis Schüpfheim (719 m ü. M.) im Entlebuch. Die Passhöhe liegt in der Gemeinde Giswil. Die Passstrasse hat auf der Ostseite eine maximale Steigung von 12 %, der Höhenunterschied beträgt 1126 Meter. Sie ist als Panoramastrasse bekannt und auch unter diesem Namen ausgeschildert. 

## Strasse

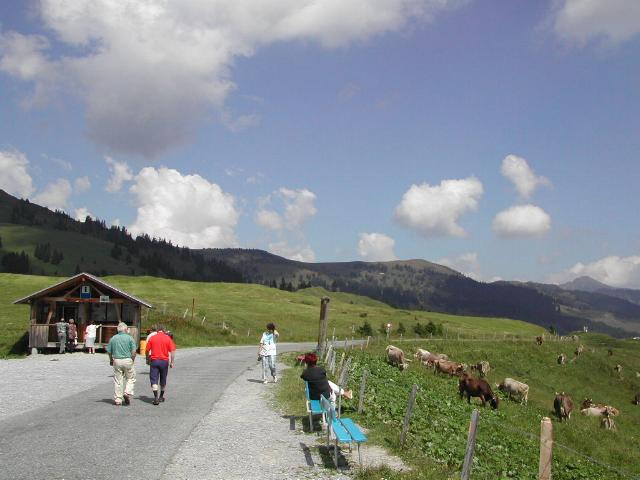
Parkplatz am Sattel Glaubenbielen, auch Bushaltestelle

Von Giswil geht es auf einer schmalen, asphaltierten Strasse hoch zum Pass. Auf dieser Strecke blickt man ins Tal der Sarneraa mit dem Sarnersee und aufs Stanserhorn. Der Mittelteil führt durch Wald, bevor die Strasse nach der Mörlialp einspurig wird und vor der Passhöhe wieder durch baumbestandene Wiesen führt. Bis nach Sörenberg auf 1158 m ü. M. geht es stufenförmig bergab. Ab dort wieder zweispurig und nicht mehr ganz so steil im Tal der Waldemme zwischen Flysch- und Kalkbergen über Flühli (882 m ü. M.) bis nach Schüpfheim (719 m ü. M.).

## Verkehr
Während der Wintermonate ist der Pass geschlossen. In den Sommermonaten ist der Pass als Ausflugsroute insbesondere bei Motorradfahrern sehr beliebt, und es führt eine Postauto-Linie über den Pass bis Giswil. Etwa 4 km in nordwestlicher Richtung vom Glaubenbielenpass entfernt befindet sich der 1900 m hohe Nünalpstock, der zu Fuss gut erreichbar ist.

## Geschichte
Im Mittelalter führte ein Saumpfad von Schüpfheim im Entlebuch via Flühli, Sörenberg, Glaubenbielen nach Giswil. Er diente dem lokalen Handel und Austausch.
Mit dem Beginn des Zweiten Weltkriegs wuchs die militärische Bedeutung von Querverbindungen im Voralpenraum. Dabei stand die strassenähnliche Verbindung über den Glaubenberg im Vordergrund. Mit dem Ausbau des Alpenreduits wurden diese Rochadeachsen (Sperrstelle Flühli) noch wichtiger. Mit russischen und polnischen Internierten wurden 1941 erste Bauarbeiten am Glaubenbielen in Angriff genommen, die aber nicht weit gediehen und 1947 eingestellt wurden.
1956 wurde das Projekt vom Obwaldner Regierungsrat und den Giswilern mit der Forderung für die weitläufigen Alpen- und Waldgebiete und die landwirtschaftlichen Heimwesen eine wichtige Verbesserung zu schaffen, reaktiviert. 1960 wurde mit dem Bau begonnen, und 1965 konnte die neue 17 Kilometer lange «Panoramastrasse» von Giswil bis zur Kantonsgrenze vor Sörenberg eingeweiht werden.